# Alexander Nikolajewitsch Tkatschow

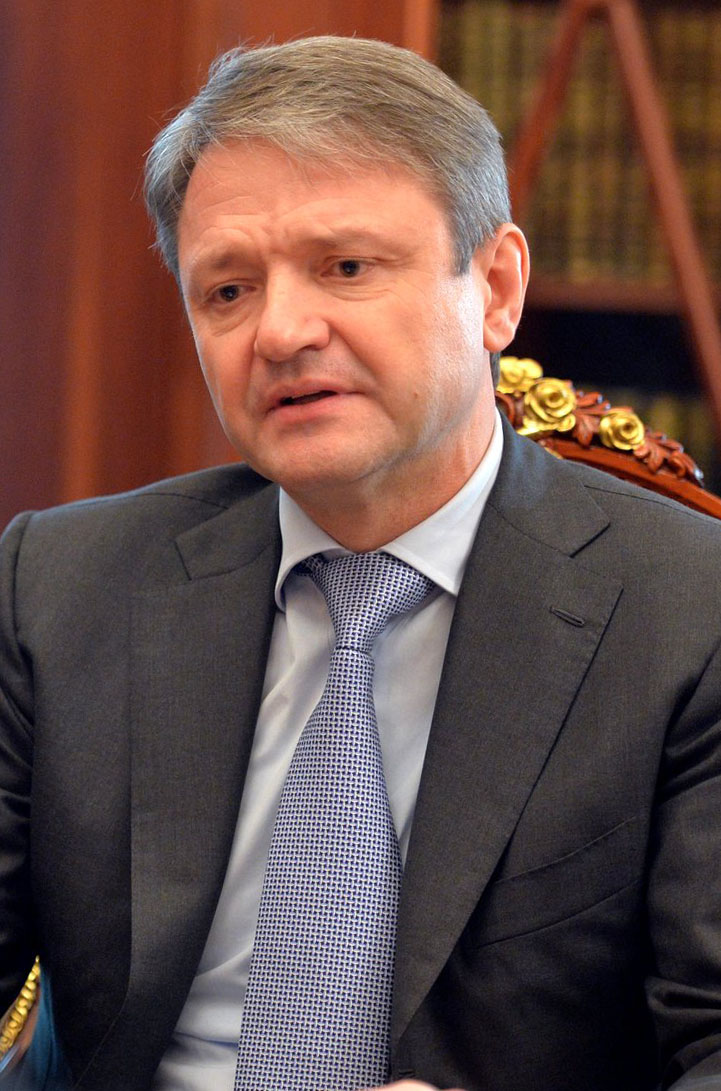
Alexander Nikolajewitsch Tkatschow

Alexander Nikolajewitsch Tkatschow (russisch Александр Николаевич Ткачёв; * 23. Dezember 1960 in Wysselki, Region Krasnodar) ist ein russischer Politiker der Partei Einiges Russland.

## Leben
Tkatschow studierte zwischen 1978 und 1983 Ingenieurswesen am Krasnodar Polytechnik Institut (heute Staatliche Technologische Universität des Kubangebiets). 1994 wurde er als Abgeordneter in die Duma gewählt und 1999 als Abgeordneter wiedergewählt. Vom 3. Dezember 2000 bis 22. April 2015 war er als Nachfolger von Nikolai Kondratenko Gouverneur der Region Krasnodar. Ihm folgte im Amt als Gouverneur Weniamin Kondratjew.
Im März 2012 wurde Tkatschow zum Sonderbeauftragten des Präsidenten der Russischen Föderation für die annektierte georgische Region Abchasien ernannt.
Seit 22. April 2015 war Tkatschow als Nachfolger von Nikolai Wassiljewitsch Fjodorow im Regierungskabinett von Dmitri Anatoljewitsch Medwedew Landwirtschaftsminister der Russischen Föderation. Im zweiten Kabinett Medwedews folgte ihm im Mai 2018 Dmitri Patruschew nach.

## Sonstiges
Er ist mit Olga Tkatschowa verheiratet und hat zwei Kinder. Seine Frau wurde 2012 in die vom Online-Portal Slon.ru erstellte Liste der zehn reichsten Ehefrauen russischer Gouverneure aufgenommen.

## Kritik
Der Umweltaktivist Jewgeni Witischko, der zu drei Jahren Lagerhaft verurteilt wurde, prangerte Umweltschäden durch die Baumaßnahmen für die Olympischen Winterspiele 2014 an und soll an der Villa des Gouverneurs der Olympia-Region Krasnodar, Alexander Tkatschow, Protestplakate angebracht haben, weil das Gebäude ohne rechtliche Grundlage gebaut worden sein soll.

## Preise und Auszeichnungen (Auswahl)
- Medaille für die Rückholung der Krim